# 迭戈·拉佩拉
迭戈·拉佩拉（西班牙語：Diego Lapera，1950年11月13日—），古巴男子排球运动员。他曾代表古巴参加1972年、1976年和1980年夏季奥林匹克运动会排球比赛，其中1976年奥运会获得一枚铜牌。